# Электропоезд серии E2 сети Синкансэн
Электропоезд серии E2 сети Синкансэн — электропоезда, строившиеся для японской сети высокоскоростных железных дорог Синкансэн с 1995 по 2010 год, в эксплуатации с 1997 года по настоящее время.
Электропоезд серии Е2 состоит из шести моторных и двух прицепных головных вагонов. Конструкционная скорость — 315 км/ч. Ускорение при трогании поезда на площадке — до 0,45 м/с2. Расчётная скорость при подъеме 3 ‰ равна 300 км/ч, а в тоннеле на подъеме 30 ‰ — не ниже 170 км/ч. Осевая нагрузка при нормативном заполнении вагонов пассажирами не превышает 13 тонн на ось. Малая осевая нагрузка достигнута тем, что как и на 200-й серии для изготовления кузова применён алюминий, точнее профили из экструдированого алюминия.
Форма кузова электропоезда, а в особенности головных вагонов выполнена так, что создаются наиболее благоприятные условия по обтекаемости поезда, уменьшается аэродинамическое сопротивление и шум. При проектировании были учтены случаи встречи двух поездов на перегоне и в тоннеле. Снижению шума и сопротивления воздуха способствуют плавные изменения поперечного сечения кузова в переходе от носовой части к основной, отсутствие выступов и углублений у окон и дверей.
На участке Каруидзава — Нагано производится переключение частоты питающей контактной сети с 60 на 50 Гц, поэтому электрооборудование электропоезда приспособлено к работе на обеих частотах или же постоянно получает питание частотой 60 Гц и напряжением 440 В поездной сети переменного тока (некоторое вспомогательное оборудование).